# Unterseeboot 1192
L'Unterseeboot 1192 ou U-1192 est un sous-marin allemand (U-Boot) de type VIIC utilisé par la Kriegsmarine pendant la Seconde Guerre mondiale.
Le sous-marin fut commandé le 25 août 1941 à Danzig (Schichau-Werke), sa quille fut posée le 4 novembre 1942, il fut lancé le 16 juillet 1943 et mis en service le 23 septembre 1943, sous le commandement de l'Oberleutnant zur See Herbert Zeissler.
L'U-1192 n'endommagea ou ne coula aucun navire au cours de l'unique patrouille (19 jours en mer) qu'il effectua.
Il fut sabordé en mai 1945.

## Conception
Unterseeboot type VII, l'U-1192 avait un déplacement de 769 tonnes en surface et 871 tonnes en plongée. Il avait une longueur totale de 67,10 m, un maître-bau de 6,20 m, une hauteur de 9,60 m, un tirant d'eau de 4,74 m et un tirant d'air de 4,86 m. Le sous-marin était propulsé par deux hélices de 1,23 m, deux moteurs diesel Germaniawerft M6V 40/46 de 6 cylindres en ligne de 1 400 ch à 470 tr/min, produisant un total de 2 060 à 2 350 kW en surface et de deux moteurs électriques Allgemeine Elektricitäts-Gesellschaft 460/8-276 de 375 ch à 295 tr/min, produisant un total 550 kW, en plongée. Le sous-marin avait une vitesse en surface de 17,7 nœuds (32,8 km/h) et une vitesse de 7,6 nœuds (14,1 km/h) en plongée. Immergé, il avait un rayon d'action de 93 nautiques (150 km) à 4 nœuds (7,4 km/h; 4,6 milles par heure) et pouvait atteindre une profondeur de 230 m. En surface son rayon d'action était de 9 426 nautiques (soit 15 170 km) à 10 nœuds (19 km/h).
L'U-1192 était équipé de cinq tubes lance-torpilles de 53,3 cm (quatre montés à l'avant et un à l'arrière) et embarquait quatorze torpilles. Il était équipé d'un canon de 8,8 cm SK C/35 (220 coups), d'un canon de 20 mm Flak C30 en affût antiaérien et d'un canon 37 mm Flak M/42 qui tire à 15 350 mètres avec une cadence théorique de 50 coups par minute. Il pouvait transporter 26 mines Torpedomine A ou 39 mines Torpedomine B. Son équipage comprenait 4 officiers et 44 à 56 sous-mariniers.

## Historique
Il reçoit sa formation de base au sein de la 8. Unterseebootsflottille jusqu'au 30 avril 1944, puis il intègre sa formation de combat dans la 7. Unterseebootsflottille. À partir du 1er août 1944, l'U-1192 intègre la 24. Unterseebootsflottille et la 31. Unterseebootsflottille comme sous-marin d'entraînement.
Le 17 mai 1944 pendant un exercice, un membre d'équipage est blessé lors d'une explosion du canon de pont de 37 mm.
Son unique patrouille de guerre se déroule du 22 au 27 juin 1944 au départ de Bergen. Il patrouille le long des côtes norvégiennes, sans succès.
Il sert ensuite de navire de formation pour les équipages jusqu'à la fin de la guerre.
Le 3 mai 1945, il est sabordé à Kiel à la position géographique 54° 22′ N, 10° 10′ O, suivant les ordres de l'Amiral Karl Dönitz (Opération Regenbogen).
L'épave est renflouée et démolie après la guerre.

## Affectations
- 8. Unterseebootsflottille du 23 septembre 1943 au 30 avril 1944 (Période de formation).
- 7. Unterseebootsflottille du 1er mai 1944 au 31 juillet 1944 (Unité combattante).
- 24. Unterseebootsflottille du 1er août 1944 au 28 février 1945 (Période de formation).
- 31. Unterseebootsflottille du 1er mars 1945 au 3 mai 1945 (Période de formation).

## Commandement
- Oberleutnant zur See Herbert Zeissler du 23 septembre 1943 à juillet 1944.
- Oberleutnant zur See Erich Jewinski de juillet 1944 au 21 décembre 1944.
- Oberleutnant zur See Karl-Heinz Meenen du 22 décembre 1944 au 3 mai 1945.

## Patrouilles
|       | Commandant             | Départ       | Départ      | Arrivée        | Arrivée | Jours    | Succès |
| ----- | ---------------------- | ------------ | ----------- | -------------- | ------- | -------- | ------ |
|       | Oblt. Herbert Zeissler | 13 mai 1944  | Kiel        | 14 mai 1944    | Vallöy  | 2 jours  |        |
|       | Oblt. Herbert Zeissler | 7 juin 1944  | Vallöy      | 9 juin 1944    | Bergen  | 3 jours  |        |
|       | Oblt. Herbert Zeissler | 13 juin 1944 | Bergen      | 13 juin 1944   | Hatvik  | 1 jour   |        |
|       | Oblt. Herbert Zeissler | 19 juin 1944 | Hatvik (de) | 20 juin 1944   | Bergen  | 2 jours  |        |
| 1     | Oblt. Herbert Zeissler | 22 juin 1944 | Bergen      | 27 juin 1944   | Bergen  | 6 jours  |        |
|       | Oblt. Herbert Zeissler | 30 juin 1944 | Bergen      | 4 juillet 1944 | Kiel    | 5 jours  |        |
| Total | Total                  | Total        | Total       | Total          | Total   | 19 jours | 0 t    |

Note : Oblt. = Oberleutnant zur See